# فاطمه (فیلم)
فاطمه (به گرجی: ფატიმა) یک فیلم گرجی محصول سال ۱۹۵۸ به کارگردانی سیکو دولیدزه و ولادیمیر ولیشویلی می‌باشد که براساس شعری از کستا ختاگوروف با همین نام ساخته شده‌است. فیلمنامه این اثر توسط سیکو دولیدزه نوشته شده‌است. و موسیقی آن نیز کار بوریس گالائوی است.

## داستان
پادشاه اوستیایی، نوزاد دختری را پیدا می‌کند و او را بزرگ می‌کند. پس از سال‌ها، پادشاه می‌میرد. پسر پادشاه عاشق فاطمه می‌شود و…